# Això s'ha de celebrar
Això s'ha de celebrar (títol original: Something to Sing About, reestrenada el 1947 com a Battling Hoofer) és la segona i última pel·lícula que James Cagney va fer per a Grand National Pictures; la primera va ser Un gran tipus; abans d'arreglar les relacions amb Warner Bros i tornar-hi. És una de les poques pel·lícules, a més de Footlight Parade i Yankee Doodle Dandy, que mostra els talents de cant i ball de Cagney. Va ser dirigida per Victor Schertzinger, que també va escriure la música i les lletres de les cançons originals, així com la història en què es basa el guió d'Austin Parker. Els coprotagonistes de Cagney són Evelyn Daw i William Frawley, i la pel·lícula compta amb les actuacions de Gene Lockhart i Mona Barrie. Està doblada al català.
La pel·lícula, que és una sàtira sobre les debilitats de la indústria cinematogràfica, va fracassar als cinemes, provocant que el recentment iniciat "Poverty Row" independent Grand National, que s'havia superat significativament del pressupost per fer la pel·lícula, tanqués les seves portes el 1940.
Quan, als 80 anys, a Cagney se li va preguntar quina de les seves pel·lícules; fora de Yankee Doodle Dandy; li agradaria tornar a veure, aquesta va ser la pel·lícula que va triar. Com que els drets d'autor de la pel·lícula no es van renovar el 1965, la pel·lícula ara és de domini públic als Estats Units.

## Argument
"Terry Rooney" un popular líder de la banda de Nova York rep una oferta per anar a Hollywood a fer pel·lícules. Deixa enrere la seva promesa, la cantant de la banda, Rita Wyatt, i es troba en mans del cap de l'estudi B.O. Regan, que estableix un equip de professionals de l'estudi per convertir Rooney en una estrella.

## Repartiment
- James Cagney com Thadeus McGillicuddy, aka Terrence "Terry" Rooney
- Evelyn Daw com Rita Wyatt
- William Frawley com Hank Meyers
- Mona Barrie com Stephanie "Steffie" Hajos
- Gene Lockhart com Bennett O. "B.O." Regan
- Philip Ahn com Ito
- Dwight Frye com Mr. Easton
- Johnny Arthur com Mr. Daviani
- William B. Davidson com Mr. Richards
- Richard Tucker com Mr. Blaine
- Kathleen Lockhart com Miss Amy Robbins
- James Newill com Jimmy
- Harry Barris com Pinky
- Cully Richards com Cully

## Producció
Això s'ha de celebrar va estar en producció als estudis de Grand National a Santa Monica Boulevard a Hollywood des de finals de juny fins a finals de juliol de 1937, sota el títol provisional "When I'm with You". Evelyn Daw no va ser la primera opció de l'estudi per a la part de l'interès amorós de Cagney: inicialment van anunciar que Helen Jepson interpretaria el paper.
A causa de la despesa de fer aquesta pel·lícula i de la seva pobra taquilla, Grand National va fer fallida el 1940. La següent pel·lícula que havien planejat per a Cagney va ser Angels with Dirty Faces, que va acabar comprada per Warner i rodada amb Cagney al capdavant.

## Actuacions musicals
La pel·lícula inclou cinc cançons i tres balls. El ball i el cant de Cagney obren i tanquen la pel·lícula, i el número d'obertura també incorpora el cant dels companys de banda de Rooney i Wyatt, així com de Daw.
En una escena al vaixell de vapor, Cagney balla amb els seus amics de llarga data del vodevil Johnny Boyle i Harland Dixon; dues de les principals fonts d'inspiració per al seu estil de ball; que Cagney va anomenar un dels grans moments de la seva vida i un " privilegi". Boyle va ser la persona que va ensenyar a Cagney l'estil de ball de George M. Cohan, que després va utilitzar amb bon efecte a Yankee Doodle Dandy, i Dixon, que va posar en escena els balls de Something to Sing About, va ser l'instructor de dansa de Cagney a Nova York abans de l'avenç de Cagney a Broadway.
El ball és l'estil inimitable de Cagney, que barreja vodevil, claqué, jigs i semiballet. Segons un article de The New York Times, Cagney de tant en tant repassava els seus passos amb Fred Astaire abans que es filmessin els balls.
Les cançons; "Something to Sing About", "Right or Wrong", "Any Old Love", "Out of the Blue" i "Loving You"; van ser escrites, amb música i lletres, pel director i guionista de la pel·lícula, Víctor Schertzinger.

## Resposta
Tot i que la resposta de la crítica va ser generalment favorable, la pel·lícula no va poder superar la manca d'àmplia distribució causada pel seu llançament per part d'una empresa independent de nova creació que va contrarestar un sistema dominat pels grans estudis. Sense cançons destacades a la partitura no gaire memorable, hi havia poques possibilitats que la pel·lícula tingués èxit.
Això s'ha de celebrar va ser reestrenada el 1947 per Screencraft Pictures sota el títol Battling Hoofer .

## Premis i honors
Victor Schertzinger i el director musical de la pel·lícula, Constantin Bakaleinikoff van ser nominats per a un premi de l'Acadèmia de 1937 a la "Millor música", juntament amb 13 pel·lícules més. El premi el va guanyar One Hundred Men and a Girl .